# Кривляево
Кривляево — деревня в Приморском районе Архангельской области. Входит в состав Лисестровского сельского поселения (муниципальное образование «Лисестровское»).

## Географическое положение
Деревня расположена на берегу замкнутого водоёма Амосовка. У западной границы населённого пункта проходят пути Северной железной дороги, ближайшая крупная железнодорожная станция, Бакарица, расположена к северу вдоль путей. На востоке Кривляево примыкает к деревне Амосово. В радиусе километра также расположены и другие населённые пункты сельского поселения, в том числе административный центр, деревня Окулово. К юго-западу от деревни проходит федеральная автомобильная дорога М8 «Холмогоры», а на севере — граница городского округа «Город Архангельск».

## История
Захар Кривляев упоминался в Лисестрово в XV веке. (Шахматов А.А. Исследование о двинских грамотах XV века. СПб. 1903. Часть II. Стр.116-117.) Вероятно, деревня Кривляево называется так по его семье.
Кривляево впервые упоминалось в 1560-м году как рыболовная тоня. (Копанев А.И. Платежная книга Двинского уезда 1560 г./ Аграрная история Европейского Севера СССР. Вопросы аграрной истории Европейского Севера СССР. Выпуск 3. Вологда 1970. Стр.521.)

## Население
Численность населения деревни, по данным Всероссийской переписи населения 2010 года, составляла 26 человек. 
| Население                            | на 1 января 2010 года |
| ------------------------------------ | --------------------- |
| В возрасте до 16 лет                 | 4                     |
| Трудовые ресурсы (из них работающих) | 15 (15)               |
| Пенсионеры                           | 10                    |
| Всего                                | 29                    |
| Прибыло / выбыло (за год)            | 0 / 2                 |
| Родилось / умерло (за год)           | 0 / 0                 |

## Инфраструктура
Жилищный фонд деревни составляет 0,9 тыс. м². Объекты социальной сферы и стационарного торгового обслуживания населения на территории населённого пункта отсутствуют. На территории деревни расположено предприятие ООО «Натрэкс» со среднесписочной численностью работников 10 человек.